# Jean-François Ducos
Jean-François Ducos (* 26. Oktober 1765 in Bordeaux; † 31. Oktober 1793) war ein französischer Abgeordneter der Gironde in der französischen Gesetzgebenden Nationalversammlung, dem damaligen Nationalkonvent.

## Leben
Er war der Sohn eines Kaufmanns in Bordeaux und wurde nach Nantes geschickt, um sein Handwerk zu erlernen, interessierte sich dort aber für Politik und Philosophie und schloss sich mehreren solcher Kreise an, in denen er sich einen Ruf als Patriot erwarb. Dies ermöglichte ihm, als Député für die Gironde in die Gesetzgebende Versammlung, den damaligen Nationalkonvent, gewählt zu werden. Dort saß er auf der Seite der Girondisten (tendierte aber zu den Ansichten der Bergpartei) und nahm scharfe Positionen ein, etwa in den Fragen um Ludwig XVI., die Abschaffung der Monarchie und die Frage der aufsässigen Priester. Er war ein vehementer Gegner von Marie-Joseph Mortier.
Durch den Schutz von Marat entging er einer Säuberungsaktion am 2. Juni 1793, geriet aber durch seine Proteste gegen die Verhaftungen und die raschen Verschleppungen unter Verdacht. Er wurde am 3. Oktober 1793 im Bericht von Amar erwähnt und am 30. Oktober zum Tode verurteilt. Er wurde am 31. Oktober zusammen mit anderen Girondins, darunter sein Freund und Schwager Jean-Baptiste Boyer-Fonfrède, guillotiniert. Ducos, der für seinen bissigen Humor bekannt war, soll in Erwartung seines Todes auf der Guillotine gesagt haben: „Der Konvent hat eines vergessen: ein Dekret über die Einheit und Unteilbarkeit von Kopf und Körper.“

## In der Volkskultur
Ducos tritt zusammen mit seinem Freund Boyer-Fonfrède in einer Nebenrolle in dem historischen Kriminalroman Palace of Justice (2010) von Susanne Alleyn auf.
| Personendaten    | Personendaten                                   |
| ---------------- | ----------------------------------------------- |
| NAME             | Ducos, Jean-François                            |
| KURZBESCHREIBUNG | französischer Abgeordneter des Nationalkonvents |
| GEBURTSDATUM     | 26. Oktober 1765                                |
| GEBURTSORT       | Bordeaux                                        |
| STERBEDATUM      | 31. Oktober 1793                                |